# Olajfesték

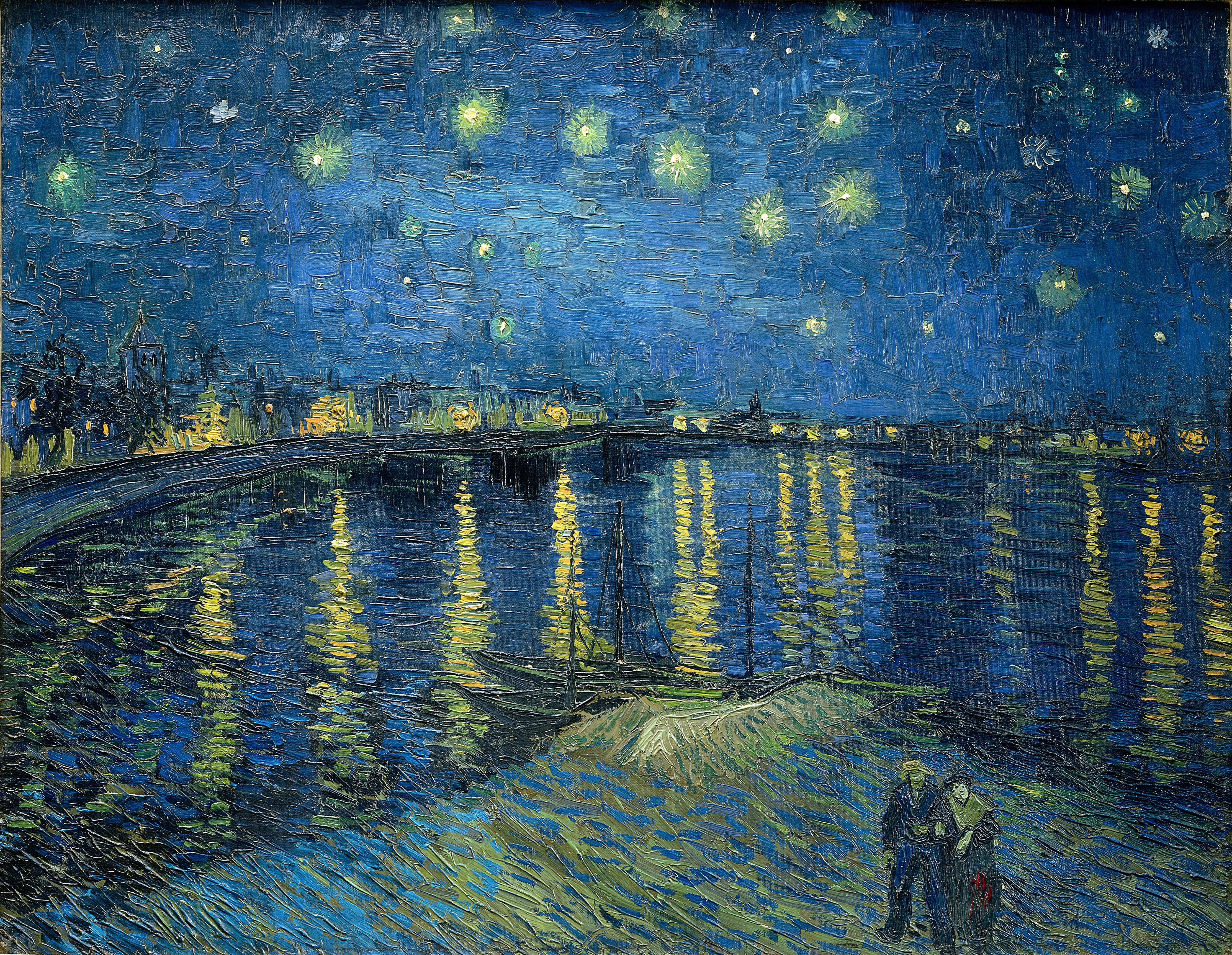
Vincent van Gogh képe vásznon, olajfestékkel: Éjszakai égbolt a Rajna felett (1888)

Az olajfesték lenolajat, méhviaszt (paraffin), gyantát és porfestéket tartalmaz. Ezeket az anyagokat összekeverik és tubusokba töltik. A festék nem víz bázisú, tehát nem oldódik vízben. Lenolajjal, gyantával vagy terpentinnel hígítható.

## Az olajfesték előnyei
Az olajfestékkel készített képek a legelterjedtebbek, hiszen ez az anyag a  legnagyobb lehetőségeket nyújtja, mert utánozni tudja a többi technikával készült alkotásokat is. Akkor érvényesül a legjobban, ha erős színkontrasztot és éles fény-árnyék hatást akarunk vele kifejezni. Az olajfestékkel lehet lazúrosan, vékony áttetsző festékréteggel vagy pasztózusan, vastag festékréteggel dolgozni.
Az olajfestéket először a velencei festők alkalmazták a XVI. században, hiszen az ottani légkör elég párás, és az ottani freskók elég hamar tönkre mentek. ezért kezdték alkalmazni az olajat, mert ez az anyag időtálló, sokkal erőteljesebbek a szinei.
A festészet története a 15. század első felétől a 19. század végéig, sőt a századforduló idején (például nálunk Magyarországon a nagybányai művésztelep alkotói előnyben részesítették az olajfestéket) nagyrészt az olajfestés történetéhez kötődik, de mind a mai napig használatban van sok más divatba jött anyag mellett.

## Az olajjal festők híres képviselőiből csak néhány
- Van Eyck testvérek,
- Bellini fivérek: Giovanni Bellini és Gentile Bellini
- Tiziano,
- Leonardo da Vinci,
- Vincent van Gogh,
- Munkácsy Mihály,
- Mednyánszky László,
- Ferenczy Károly.

## Galéria

Jan van Eyck képe vásznon olajfestékkel (circa 1435)
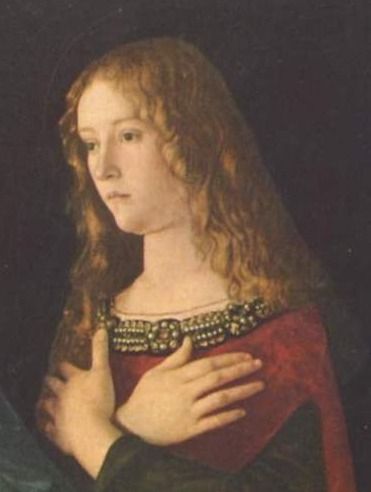
Giovanni Bellini Mária Magdolna (fatáblán olajfestékkel, circa 1490)
Leonardo da Vinci: Mona Lisa (vásznon olajfestékkel, 1503-06)
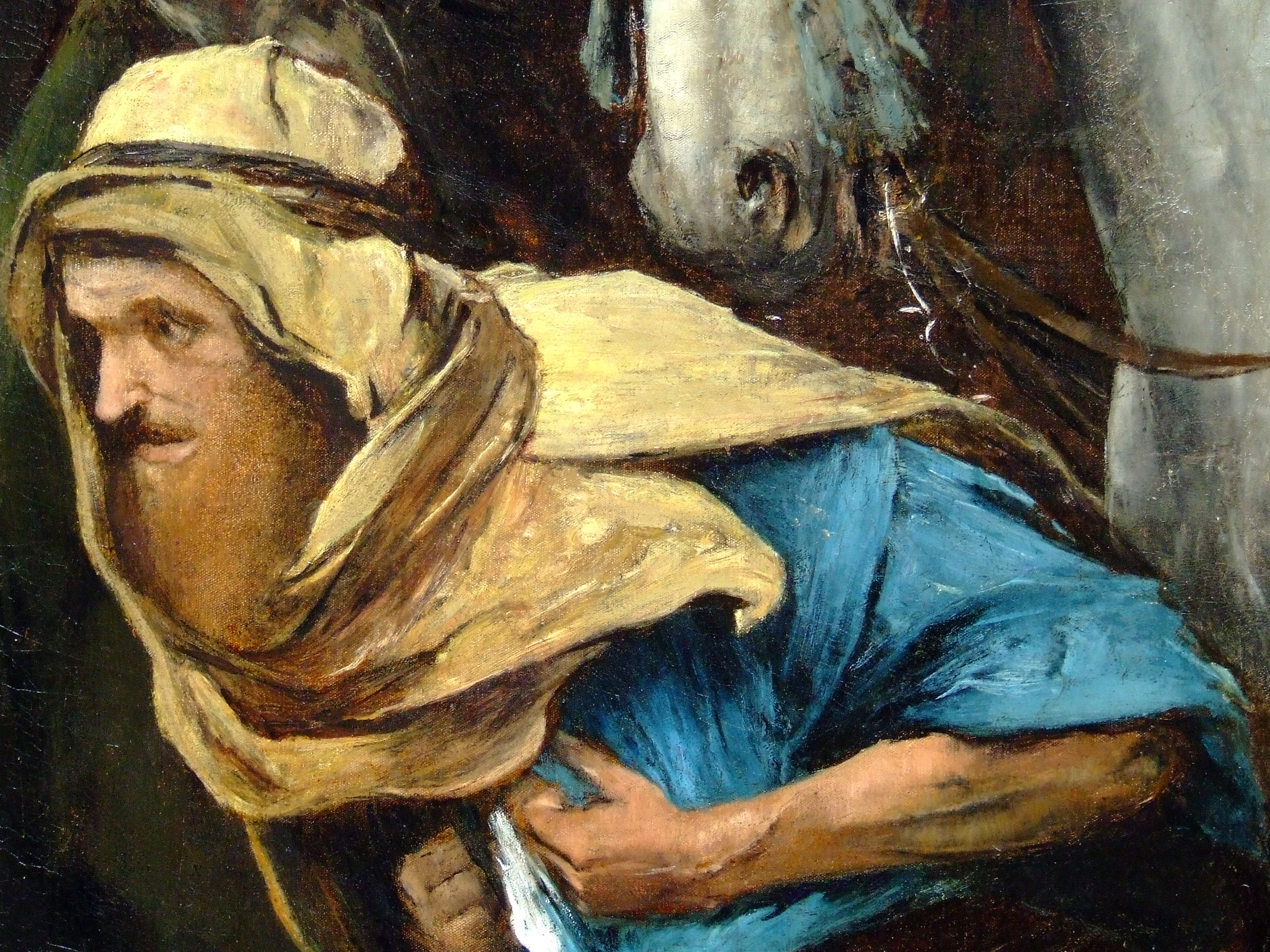
Munkácsy Mihály Golgota (részlet) vásznon olajfestékkel (1884)
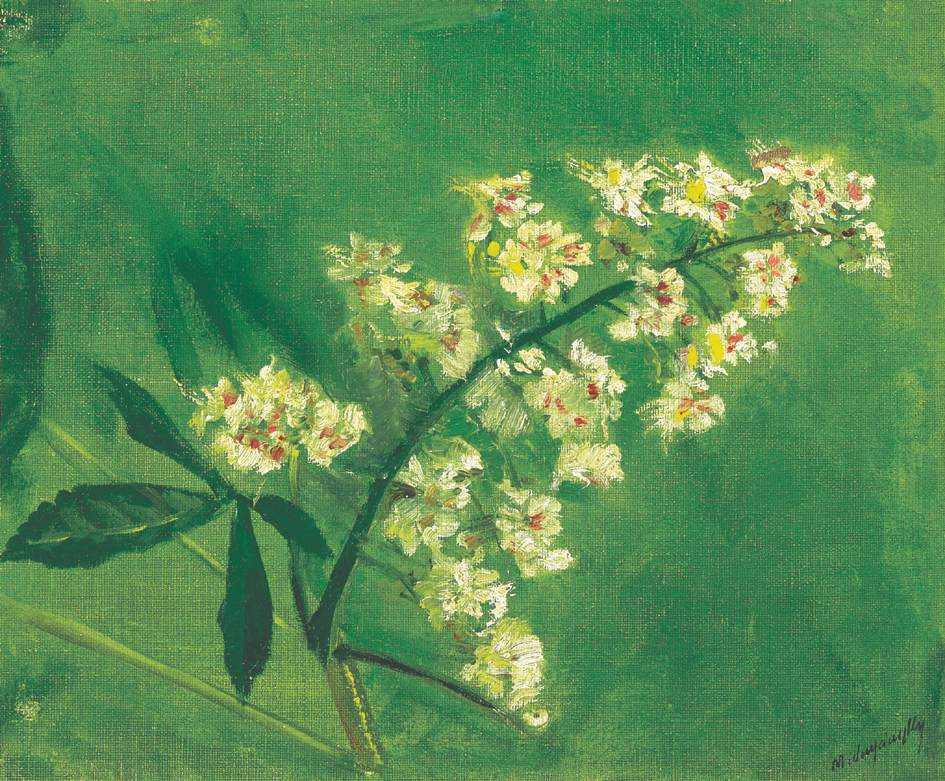
Mednyánszky László festménye (olajfestékkel kartonpapírra)
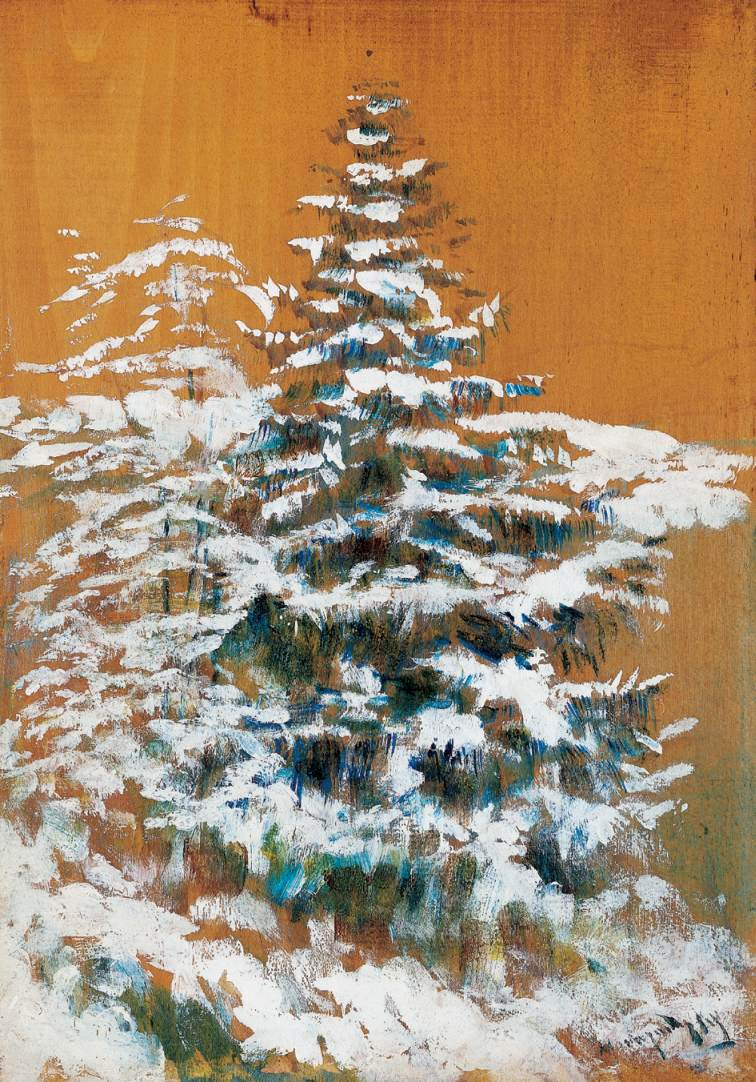
Mednyánszky László (olajfestékkel fára)
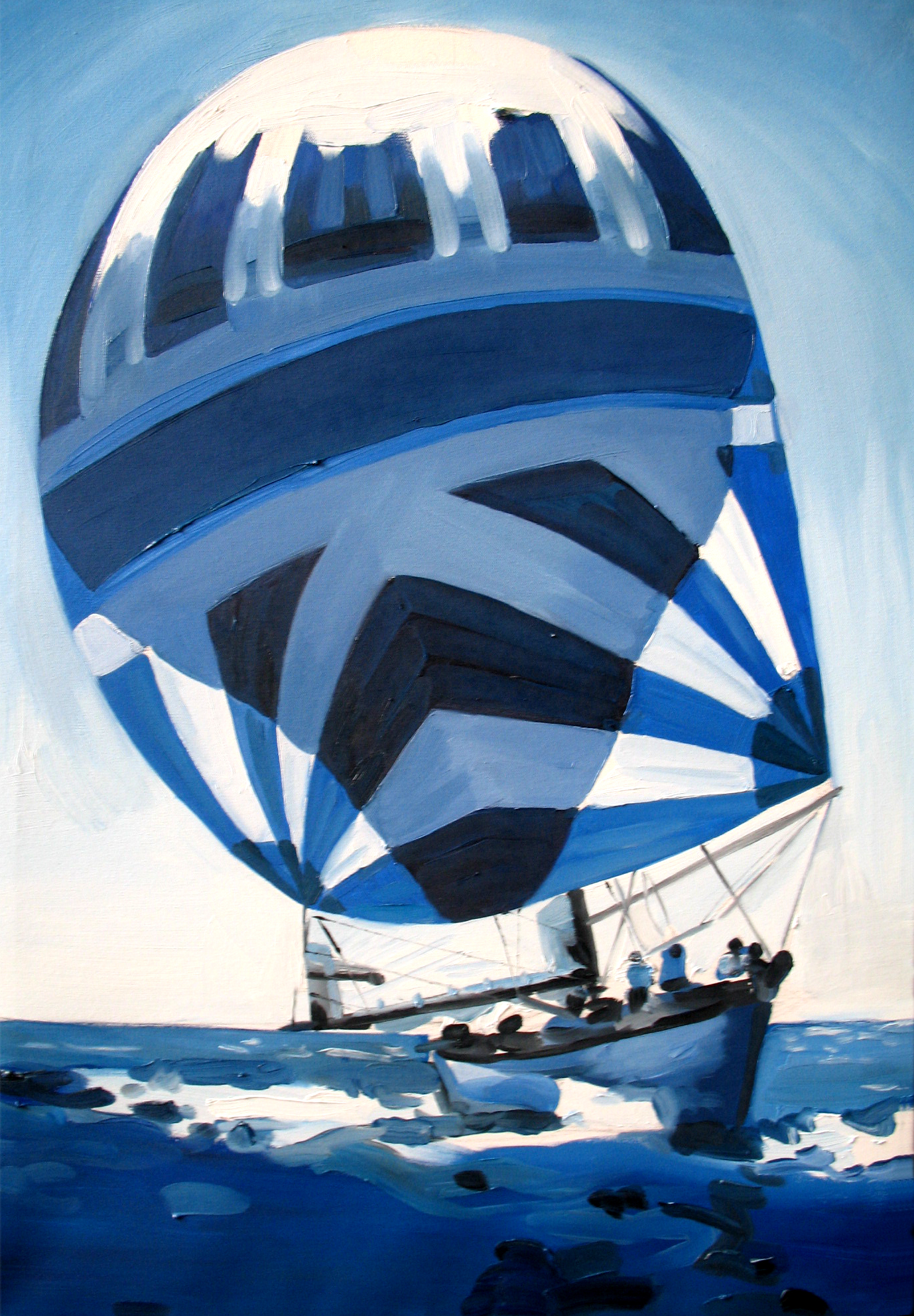
Kádár Tamás: A Földközi-tengeren (olajfestékkel vászonra, 2007)
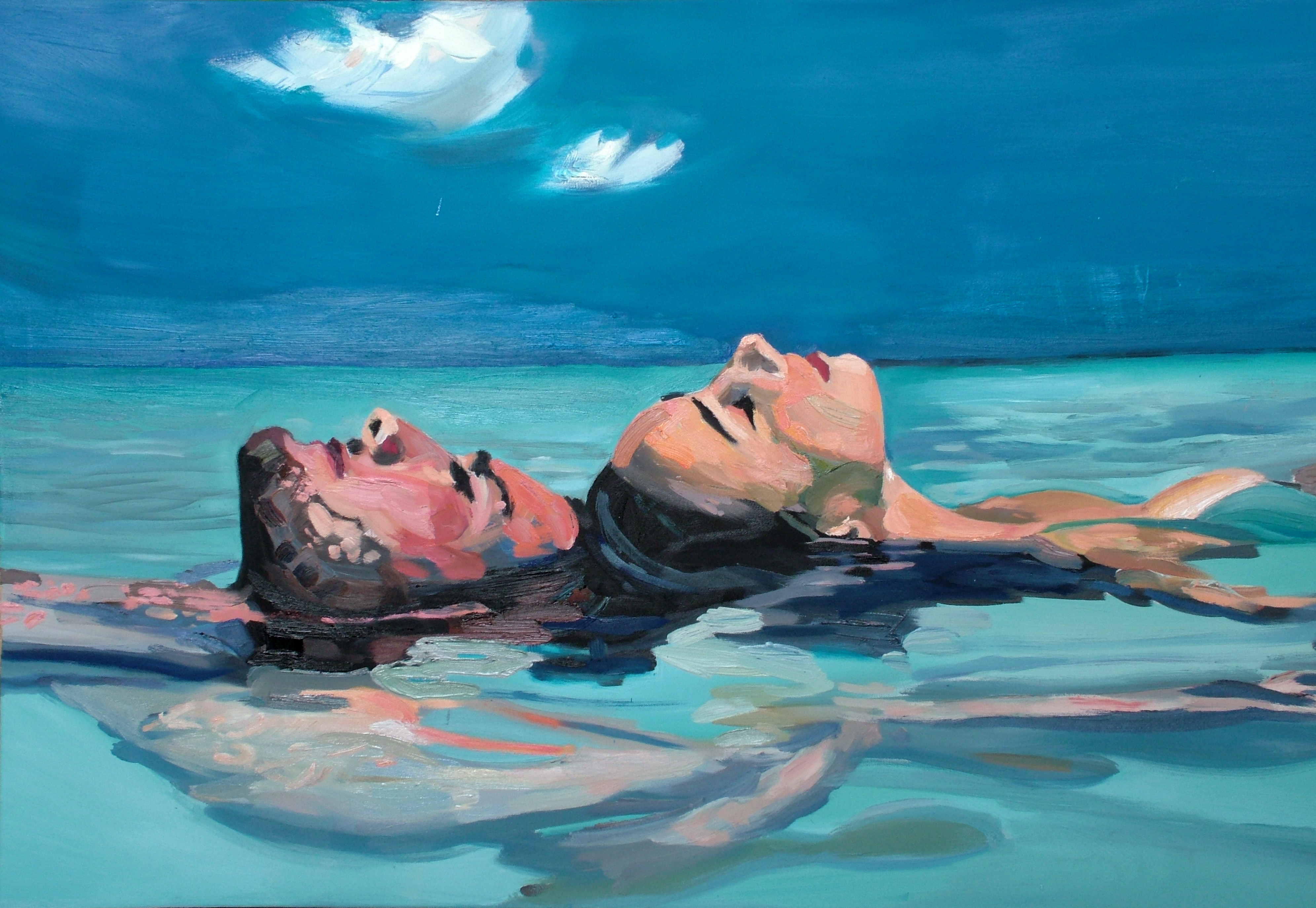
Kádár Tamás: Hét nap nyár (olajfestékkel vászonra 2008)